# Youping
Youping (kinesiska: 幼平乡, 幼平) är en socken i Kina. Den ligger i den autonoma regionen Guangxi, i den södra delen av landet, omkring 300 kilometer nordväst om regionhuvudstaden Nanning. Antalet invånare är 17092. Befolkningen består av 8 171 kvinnor och 8 921 män. Barn under 15 år utgör 27,0 %, vuxna 15-64 år 65 %, och äldre över 65 år 6,0 %.
Genomsnittlig årsnederbörd är 1 608 millimeter. Den regnigaste månaden är juni, med i genomsnitt 341 mm nederbörd, och den torraste är februari, med 24 mm nederbörd.